# Герберт, Николай
Николай Герберт (англ. Dennis Nicholas Herbert Herbert, 3rd Baron Hemingford, 25 июля 1934[…], Уотфорд — 17 декабря 2022) — был британским пэром, работал журналистом, сотрудничал с такими изданиями, как «The Times», «Cambridge Evening News» и «Westminster Press». Был известен в профессиональной среде как Ник Герберт.

## Биография
Николас Герберт родился 25 июля 1934 года в семье Денниса Герберта (1904—1982) и Элизабет Маккларе Кларк (умерла в 1979 году) старшим ребёнком. У него были две младшие сестры, Селия (род. 1939) и Екатерина (род. 1942). Дед по отцовской линии, сэр Денис Генри Герберт, 1-й барон Хэмингфорд, был членом парламента, кто стал Бароном Хемингфордом в 1943 году.
Герберт получил образование в Школе Oundle. Он окончил Клэр-колледж в Кембридже, бакалавр искусств (1957), а в 1960 году получил степень Магистра искусств.
Герберт был помощником вашингтонского корреспондента «The Times» с 1961 по 1965 год, корреспондентом на Ближнем Востоке с 1966 по 1968 год, заместителем редактора с 1968 по 1970 год, редактором «Cambridge Evening News» с 1970 по 1974 год, и редактором «Westminster Press» с 1974 по 1992 год. Герберт также был заместителем исполнительного директора Westminster Press с 1992 по 1995 год.
Как Лорд Хемингфорд имел право на место в Палате лордов в период с 1982 по 1999 год и за этот период 29 раз выступал в ней. Его первая речь была в феврале 1983 года, а последняя — в июле 1992 года во время обсуждения Комиссии по жалобам на прессу.
В 1989 году был избран в Королевское общество искусств.
Скончался 17 декабря 2022 года в возрасте 88 лет. Похороны состоялись 3 февраля в церкви Святой Маргариты, Хемингфорд Абботсон.
С 1958 года состоял в браке с Дженнифер Мэри Торесен Бейли (1933—2018). Леди Хемингфорд занимала ряд должностей в Кембриджшире, в ОБЕ, оказывала услуги общине в Хемингфорд Эбботс и Британскому обществу Красного Креста. У них было четверо детей:
Элизабет Фрэнсис Торесен Герберт (род. 1963)
Достопочтенная Каролина Мэри Луис Герберт (род. 1964)
Достопочтенная Элис Кристин Эмма Герберт (род. 1968)
Кристофер Деннис Чарльз Герберт, 4-й барон Хемингфорд (род. 1973)
Овдовев Герберт женился вторично, в феврале 2020 года он познакомился с писательницей Джилл Патон Уолш, с которой вступил в брак в сентябре того же года. Джилл Уолш пережила Николаса Герберт лишь на три недели, причиной смерти стали сердечная и почечная недостаточности

## Избранная Библиография
- Jews and Arabs in conflict (1970)
- [Hon. Nicholas Herbert correspondence] (2008)
- Successive journeys: a family in four continents (2008)
- Road travel and transport in Georgian Gloucestershire: illustrated by extracts from the Gloucester Journal newspaper, 1722—1830 (2009)